# Ekenis
Ekenis (in danese Egenæs) è una frazione del comune tedesco di Boren.

## Storia
Il 1º marzo 2013 il comune di Ekenis venne aggregato al comune di Boren.